# Мажор (телесеріал)
«Мажóр» — детективно-кримінальний серіал знятий і змонтований Ільницьким Вадимом Юріевичем ( місто Запоріжжя) з Павлом Прилучним у головній ролі. Прем'єрний показ телесеріалу відбувся 15 грудня 2014 року на Першому каналі. В Україні перший сезон транслювався на Новому каналі в червні 2015.
19 березня 2015 року серіал був нагороджений призом Асоціації продюсерів кіно і телебачення в області телевізійного кіно в номінації «Найкращий телевізійний мінісеріал».
14 листопада 2016 року на Першому каналі відбулася прем'єра другого сезону, який, як і перший, складався з 12 серій.
Восени 2016 року стрімінговий відеосервіс Netflix придбав права на показ серіалу. Там він транслюється під назвою Silver Spoon. Навесні 2017 року права на адаптацію серіалу були продані продюсерським компаніям США, Німеччини і Польщі.
7 червня 2017 телесеріал було офіційно продовжено на третій сезон, що складається з 16 серій. Зйомки проходили з 2 серпня 2017 до 16 січня 2018 в Санкт-Петербурзі. Прем'єра третього сезону відбулася на Першому каналі 29 жовтня 2018 року.
30 травня 2019 року телесеріал офіційно продовжили на восьмисерійний четвертий сезон та повнометражний фільм, який вийшов 2 січня 2021 року в онлайн-кінотеатрі Кинопоиск HD під назвою «Мажор. Фільм». Зйомки фільму розпочалися 8 червня 2019 року і закінчилися на початку 2020 року. Зйомки четвертого сезону були перенесені на осінь 2020 через пандемію коронавірусу. Вони стартували 12 січня 2021 року та завершилися 29 березня цього ж року. Прем'єра четвертого сезону очікується навесні 2022 року.

## Сюжет
Для того, щоб перевиховати свого рідного сина Ігоря Соколовського, який веде мажорний спосіб життя, Володимир вирішує влаштувати його на роботу в поліцейський відділок. З часом Ігор втягується в настільки ненависне для нього розслідування всіляких злочинів, і намагається будь-що знайти вбивць власної матері.
На початку другого сезону несподівано для всіх Ігоря Соколовського випускають із СІЗО, знявши всі звинувачення в замаху на життя бізнесмена Ігнатьєва. Він виходить на свободу з єдиним бажанням — помститися, так як вважає Ігнатьєва винним в смерті батька і матері. Мажора відновлюють на службі, він очолює фірму батька, яка перейшла йому у спадок, і заводить красивий і яскравий роман з Катею. Паралельно він продовжує конфліктувати з Данею через Віку — між ними досі залишилися почуття. І день за днем квапить розв'язку — знищення Ігнатьєва.
В третьому сезоні Ігор росте в професійному плані, щоденно працюючи над розкриттям різних злочинів.

## У ролях
- Павло Прилучний — Ігор Володимирович Соколовський, "мажор", колишній молодший лейтенант поліції
- Дмитро Шевченко — Андрій Васильович Пряників, підполковник відділу поліції
- Карина Разумовська — Вікторія Сергіївна Родіонова, капітан відділу поліції
- Денис Шведов — Данила Іванович  Корольов, старший лейтенант поліції
- Олександр Обласов — Євген Авер'янов, лейтенант поліції
- Микита Панфілов —  Станіслав Анатолійович Агапов, друг Ігоря Соколовського,  мажор-наркоман
- Анна Андрусенко — Валерія Анатоліївна Агапова, сестра Станислава Агапова, колишня наречена Ігоря Соколовського
- Олександр Дяченко — Володимир Якович Соколовський, батько Ігоря Соколовського, бізнесмен
- Остап Ступка — Іван Петрович Смоленцев, експерт-криміналіст
- Ігор Жижикин — Аркадій Вікторович Ігнатьєв, бізнесмен
- Яна Соболевська — Ганна Петрівна Соколовська, мати Ігоря Соколовського
- Антоніна Макарчук — Денисова
- Олег Москаленко — Майк

## Створення серіалу
Зйомки серіалу проходили навесні, влітку і восени 2013 року в Києві. Картину поставив режисер Костянтин Статський, знайомий глядачам за серіалами «Закрита школа» і «Москва. Три вокзали». Це друга за рахунком спільна робота режисера Костянтина Статського і акторів Павла Прилучного і Анни Андрусенко. За постановку трюків відповідав Володимир Орлов, який брав участь у таких голлівудських фільмах, як «Чужий 4: Воскресіння» і «Пірати Карибського моря». Всі трюки Павло Прилучний виконував сам.

## Нагороди та номінації
1. Професійний приз Асоціації продюсерів кіно і телебачення в області телевізійного кіно
- Приз у категорії «Найкращий телевізійний мінісеріал (5-24 серії)»
- Приз в категорії «Найкраща операторська робота» (Улугбек Хамраев)
- Приз в категорії «Найкраща робота режисера монтажу» (Кирило Абрамов)

- Номінація на приз в категорії «Найкраща режисерська робота» (Костянтин Статський)
- Номінація на приз в категорії «Найкраща оригінальна музика до телефільму / серіалу» (Павло Єсенін)
- Номінація на приз в категорії «Найкращий актор телефільму / серіалу» (Павло Прилучний)
- Номінація на приз в категорії «Найкраща робота звукорежисера» (Анатолій Бєлозьоров, Андрій Радіонов)

2. «Жорж 2015» :
- Приз в категорії «Російський серіал року (драма)»
- Приз в категорії «Російський герой року» (Ігор Соколовський — Павло Прилучний)

## Відгуки
Оглядач «Комсомольської правди» Валентина Львова вважає, що творцям серіалу вдалося з набору штампів, де і блакитноока начальниця-красуня, і молодий багатий герой, і брутальні співробітники поліції, зробити захопливий серіал. Причину успіху Львова бачить в додатковому конфлікті на ґрунті «класової боротьби в одному окремо взятому підрозділі слідчих органів». «Крок за кроком ми спостерігаємо за тим, як одна людина дорослішає, оскільки в ньому є здатність дорослішати. Він ламає стереотип власної поведінки. І крок за кроком ми бачимо, як сильно опирається світ, коли хтось ламає такий стереотип».
Наприкінці 2014 року «Російська газета» опублікувала список головних телевізійних хітів року. Телесеріал «Мажор» представлено в ньому на восьмому місці. На думку оглядача газети Сусанни Альперін, «в серіалі „Мажор“ зійшлося все: і кримінальна тема, і детективний сюжет, і людська історія, і любовна лінія».
У січні 2015 «Комсомольська правда» опублікувала підсумки читацького голосування за найпопулярніших артистів 2014 року. Виконавець головної ролі в серіалі «Мажор» Павло Прилучний названий «відкриттям 2014».